# 聖米格爾德查克拉潘帕區
13°57′04″S 73°39′17″W / 13.951°S 73.6546°W
聖米格爾德查克拉潘帕區（西班牙語：Distrito de San Miguel de Chaccrapampa），是秘魯的一個區，位於該國南部阿普里馬克大區的安達韋拉斯省，始建於1990年6月8日，面積83.4平方公里，海拔高度3,650米，2005年人口2,312，人口密度每平方公里28人。